# Сахиль (посёлок)
Сахиль (азерб. Sahil, до начала 1990-х годов Примо́рск) — посёлок городского типа в Азербайджане, административно подчинён Баку.

## История
Посёлок городского типа Приморск образован 17 марта 1952 года около побережья на территории Гарадагского района г. Баку.
По всесоюзной переписи населения 1989 года в Приморске проживало 19 280 человек. 
Строительство и рост фабрик и заводов, таких как Карадагский цементный завод и Бакинский завод глубоководных оснований, а также чистый воздух побережья Каспийского моря привлекали внимание многих. 
Активное строительство в посёлке началось в 1980-х годах. 

## Общие сведения
Сахиль относится к курортным зонам. На его территории находятся парк имени Гейдара Алиева, несколько пляжей.
По данным на 2014 год численность населения составила 24,1 тыс. чел.

## Известные уроженцы
- Ровшан Рзаев, национальный Герой Азербайджана.
- Эмин Гулиев, национальный Герой Азербайджана.
- Шахлар Фируддин оглы Аскеров, участник Карабахской войны.
- Тофик Мусаев, боец MMA. Ныне выступает в UFC.